# AceMoney
AceMoney — условно бесплатная утилита для управления семейным бюджетом и личными финансами, разработанная MechCAD Software LLC. Решение неоднократно фигурировало на первых позициях в разного рода рейтингах — в частности, в рейтинге Personal Finance Software Review.

## Описание
С помощью программы AceMoney можно построить высоконадёжную базу данных, которая предоставляет ежедневные/ежемесячные расчёты, расходы и затраты на тот или иной продукт в жизни человека, а также позволяет просто и эффективно управлять ими.
Утилита рассчитана как для профессиональных бухгалтеров, так и простых пользователей на домашнем компьютере, которые имеют слабое представление об учёте. AceMoney отслеживает куда уходят платежи и создаёт полные отчёты к ним, поддерживает удобный поиск по базе данных, различные виды валют, региональные настройки, органайзер и календарь, имеет многоязычный интерфейс (включая русский язык) и многое другое.

## Возможности
- Поддержка различных видов валют, а также обновление их курса через Интернет.
- Импорт и экспорт данных в Excel, HTML, TXT или QIF.
- Транзакции по расписанию.
- Резервное копирование по расписанию.
- Неограниченное число получателей и плательщиков.
- Отслеживание всего трафика куда уходят деньги.
- Защита файла с данными с помощью пароля.
- Получение информации о счетах через Интернет.
- Онлайн-доступ в банк (если банк предоставляет клиентам подобную услугу) для получения информации о счёте.
- Интернациональная поддержка языков.

## Отличия бесплатной версии (Lite)
- Ведение только одного счёта.